# Athlītikī Enōsis Kōnstantinoupoleōs (pallamano maschile)
AEK Handball Club è la sezione di pallamano maschile dell'Athlītikī Enōsis Kōnstantinoupoleōs di Atene
La sezione è stata fondata nel 2005.

## Palmarès

### Titoli nazionali
- Campionato greco: 5

2010-11, 2012-13, 2019-20, 2020-2021, 2022-23
- Coppa di Grecia: 4

2008-09, 2012-13, 2013-14, 2020-21

### Titoli Europei
- EHF European Cup: 1

2020-21

## Rosa 2024-25

### Giocatori
| N° | Naz.                  | Ruolo | Sportivo             | Anno |  |  |
| -- | --------------------- | ----- | -------------------- | ---- |  |  |
| 12 | Francia (bandiera)    | P     | Yann Genty           | 1981 |  |  |
| 14 | Israele (bandiera)    | P     | Dan Tepper           | 1994 |  |  |
| 16 | Tunisia (bandiera)    | P     | Mohamed Ben Cheikh   | 1996 |  |  |
| 2  | Grecia (bandiera)     | A     | Evangelos Arampatzis | 1996 |  |  |
| 4  | Norvegia (bandiera)   | T     | Mario Matic          | 1994 |  |  |
| 5  | Portogallo (bandiera) | T     | Gilberto Duarte      | 1990 |  |  |
| 7  | Danimarca (bandiera)  | A     | Viktor Vlastos       | 2000 |  |  |
| 8  | Germania (bandiera)   | PV    | Erik Schmidt         | 1992 |  |  |
| 9  | Francia (bandiera)    | A     | Adama Keïta          | 1997 |  |  |
| 11 | Grecia (bandiera)     | T     | Dimitrios Panagiotou | 2004 |  |  |
| 15 | Croazia (bandiera)    | PV    | Petar Lulić          | 2002 |  |  |
| 22 | Grecia (bandiera)     | T     | Alexandros Koukoulas | 2003 |  |  |
| 23 | Portogallo (bandiera) | PV    | Wilson Davyes        | 1988 |  |  |
| 25 | Francia (bandiera)    | T     | Dylan Garain         | 1996 |  |  |
| 34 | Francia (bandiera)    | A     | Souleimany Toure     | 2003 |  |  |
| 41 | Francia (bandiera)    | T     | Frédéric Beauregard  | 1984 |  |  |
| 76 | Francia (bandiera)    | T     | Lukas Szukielowicz   | 2005 |  |  |
| 77 | Grecia (bandiera)     | A     | Armando Sina         | 2001 |  |  |
| 93 | Francia (bandiera)    | T     | Adama Sako           | 1995 |  |  |

### Staff
- Allenatore:  Frédéric Bougeant
- Vice allenatore: Diogo Castro
- Preparatore dei portieri:  Evangelos Raspitsos
- Fisioterapista:  Stylianos Lekkas
- Team manager:  Panagiotis Nikolaidis